# Верхний Каршли
Верхний Каршли (дарг. ЧебяхI Хъаршли) — село в Акушинском районе Дагестана. Входит в состав сельского поселения «Сельсовет Кассагумахинский».

## Географическое положение
Расположено в 29 км к югу от районного центра села Акуша, на р. Хуникотты (бассейн р. Кулахерк).

## Население
| 1926 | 1939 | 1970 | 1989 | 2002 | 2010 | 2021 |
| ---- | ---- | ---- | ---- | ---- | ---- | ---- |
| 140  | ↗148 | ↗155 | →155 | ↗197 | ↘166 | ↘132 |

Жители даргинцы-сюргинцы.  Название Каршли произошло от слова "хъар" - "верх", т.е. "хъар-шли" означает "верхние". Это название связано с тем, что каршлинцы - переселенцы из верхней части села Нахки.
В старину несколько юных и несовершеннолетних каршлинцев покинули своё село и ушли в лакское селение Кули, где их, увидев что они дети, приютили кулинцы, а в дальнейшем помогли обустроиться. Прибывшие каршлинцы выучили лакский язык, построили дома в Кули, женились и основали новый кулинский тухум Дархlахъул с говорящим названием.